# Door Jams
| Recensione | Giudizio |
| ---------- | -------- |
| AllMusic   | [ 1 ]    |

Door Jams è una compilation su CD del chitarrista statunitense (ed ex componente dei The Doors) Robby Krieger, pubblicato dall'etichetta discografica I.R.S. Records nel 1989.

## Tracce
1. Gavin Leggit – 3:21 (Robby Krieger, Arthur Barrow, Mackenzie) – Tratto dall'album: Versions (1982)
2. East End, West End – 4:53 (Eric Gale) – Tratto dall'album: Versions (1982)
3. Her Majesty – 3:37 (Robby Krieger) – Tratto dall'album: Versions (1982)
4. Reach Out, I'll Be There – 4:02 (Eddie Holland, Lamont Dozier, Brian Holland) – Tratto dall'album: Versions (1982)
5. I'm Gonna Tell on You – 2:49 (Robby Krieger) – Tratto dall'album: Versions (1982)
6. Spare Changes – 3:37 (Robby Krieger) – Tratto dall'album: Robby Krieger & Friends (1977)
7. Big Oak Basin – 4:04 (Gary Barone) – Tratto dall'album: Robby Krieger & Friends (1977)
8. Reggae Funk – 4:17 (Robby Krieger) – Tratto dall'album: Robby Krieger (1985)
9. Crystal Ship – 3:21 (The Doors) – Tratto dall'album: Versions (1982)
10. Underwater Fall – 4:06 (Robby Krieger) – Tratto dall'album: Versions (1982)
11. Bass Line Street – 3:53 (Robby Krieger) – Tratto dall'album: Robby Krieger (1985)
12. Bag Lady – 9:03 (Don Preston) – Tratto dall'album: Robby Krieger (1985)
13. Low Bottomy – 2:59 (Robby Krieger) – Tratto dall'album: Robby Krieger & Friends (1977)
14. The Ally – 6:30 (Sal Marquez, Robby Krieger) – Tratto dall'album: Robby Krieger & Friends (1977)

## Musicisti
Gavin Leggit
- Robby Krieger - chitarre (chitarra solista, chitarra ritmica e chitarra slide)
- Arthur Barrow - basso
- Bruce Gary - batteria

East End, West End
- Robby Krieger - chitarre (chitarra solista, chitarra ritmica e chitarra slide)
- Arthur Barrow - tastiere, basso
- Bruce Gary - batteria

Her Majesty
- Robby Krieger - chitarre (chitarra solista, chitarra ritmica e chitarra slide)
- Ray Manzarek - tastiere
- Arthur Barrow - basso
- John Densmore - batteria

Reach Out, I'll Be There
- Robby Krieger - chitarre (chitarra solista, chitarra ritmica e chitarra slide)
- Arthur Barrow - tastiere, basso
- Bruce Gary - batteria
- Greg Romeo - percussioni

I'm Gonna Tell on You
- Robby Krieger - chitarre (chitarra solista, chitarra ritmica e chitarra slide)
- Sam Riney - sassofono
- Lisa Brennis - basso
- Deric Roberts - batteria
- John Densmore - timbales

Spare Changes
- Robby Krieger - chitarre
- Sal Marquez - clavicordo, fender rhodes
- Stu Goldberg - organo
- Kenny Wild - basso
- Bruce Gary - batteria
- Perico - congas
- Eddie Talamantes - bongos

Big Oak Basin
- Robby Krieger - chitarre, chitarra slide
- Sal Marquez - arp bass, pianoforte, tromba
- Gary Barone - tromba, tromba solo, arrangiamenti strumenti a fiato
- Jock Ellis - trombone
- Joel Peskin - sassofoni
- Greg Mathieson - organo
- Bob Glaub - basso
- Ed Greene - batteria
- Eddie Talamantes - shakers
- Bruce Gary - shakers

Reggae Funk
- Robby Krieger - chitarre (Gibson 355 Mono Guitar, Ramirez Flamenco Guitar)
- Arthur Barrow - basso (Fender Jazz e Fretless Bass)
- Bruce Gary - batteria, piatti (Gretsch Drums, Paistle Cymbals)
- Don Preston - tastiere, sintetizzatori

Crystal Ship
- Robbie Krieger - chitarre (chitarra solista, chitarra ritmica e chitarra slide)
- Arthur Barrow - tastiere, basso
- Ray Manzarek - melodica
- John Densmore - batteria
- Greg Romeo - percussioni

Underwater Fall
- Robby Krieger - chitarre (chitarra solista, chitarra ritmica e chitarra slide)
- Arthur Barrow - basso
- Bruce Gary - batteria, percussioni

Bass Line Street
- Robby Krieger - chitarre (Gibson 355 Mono Guitar, Ramirez Flamenco Guitar)
- Arthur Barrow - basso (Fender Jazz e Fretless Bass)
- Bruce Gary - batteria, piatti (Gretsch Drums, Paistle Cymbals)
- Don Preston - tastiere, sintetizzatori

Bag Lady
- Robby Krieger - chitarre (Gibson 355 Mono Guitar, Ramirez Flamenco Guitar)
- Arthur Barrow - basso (Fender Jazz e Fretless Bass)
- Bruce Gary - batteria, piatti (Gretsch Drums, Paistle Cymbals)
- Don Preston - tastiere, sintetizzatori

Low Bottomy
- Robby Krieger - chitarre, arrangiamenti
- Sal Marquez - sintetizzatore arp oddessy, sintetizzatore tromba, arrangiamenti
- Stu Goldberg - minimoog
- Reggie McBride - basso
- Bruce Gary - batteria, campane Sleigh, timpani, whistle, arrangiamenti
- Orion Crawford - arrangiamenti

The Ally
- Robby Krieger - chitarre
- Sal Marquez - clavicordo, tromba, arrangiamento strumenti a fiato
- Jock Ellis - trombone
- Joel Peskin - sassofoni
- Gary Barone - tromba
- Kenny Wild - basso
- Bruce Gary - batteria
- Perico - congas
- Eddie Talamantes - timbales[2]